# Дю Белле, Мартен
Мартен дю Белле (фр. Martin du Bellay); 1495/1496, Суде — 9 марта 1559, замок Глатиньи, Перш), сеньор де Ланже, король, затем принц Ивето — французский генерал, участник Итальянских войн.

## Биография
Третий или четвёртый сын Луи дю Белле, сеньора де Ланже, и Маргерит де Майе де Латур-Ландри, дамы де Глатиньи, брат Гийома, Жана и Рене дю Белле.
Сеньор де Ланже, де Вандом, де Ла-Эрбодьер, дю Белле, де Монтиньи, де Мариньи, де Глатиньи, дю Буше, де Гранмулен, де Ла-Жустирьер, д’Эстутвиль, и прочее, барон де Коммерк и дю Плесси-Масе, штатный дворянин Палаты короля, член личного совета короля .
Как и его братья, Мартен должен был получить хорошее образование, но бросил занятия, направившись в 1513 году ко французскому двору, следом за старшим братом Гийомом. Служил у Шарля де Бурбона, герцога Вандомского, в 1515 году сопровождал его в поездке в Нидерланды, для ратификации трактата между Франциском I и Карлом V. После отъезда французской миссии на некоторое время задержался при бургундском дворе в Гааге, где имел возможность услышать рассуждения сеньора де Шьевра о правилах воспитания юного принца.
Возможно, участвовал в том же году в битве при Мариньяно и поездке с герцогом Вандомским в декабре в Венецию.
В сентябре — октябре 1518 года входил в состав миссии сеньора де Бониве в Лондон, и был свидетелем заключения в Тауэр Вильяма де ла Поля. В июне следующего года, несомненно, принимал участие в торжественной встрече двух королей в Лагере Золотой парчи, так как описывает это событие как очевидец.

### Первая и вторая войны Франциска I и Карла V
В 1521 году, после начала войны Франциска I с Карлом V, служил под командованием Вандома в Пикардии; вместе с братом Гийомом участвовал в операциях под Валансьеном и Эденом. В начале 1522 года находился в гарнизоне Дуллана под началом сеньора д’Эстре. 15 марта сражался с ландскнехтами на переправе через Оти, где под ним была убита лошадь; затем оборонял Дуллан от войск графа ван Бюрена (конец марта).
В мае был отправлен в Лион к королю с известием о высадке Генриха VIII в Кале. Во время осенней кампании отличился в боях на переправе через Шельду, в Артуа на Сансе, где спас юного Франсуа Лотарингского, брата герцога Антуана II, и Клода, будущего герцога де Гиза. В следующем году сопровождал продовольственные конвои в осаждённый Теруан.
Во время Итальянского похода 1524—1525 годов герцог Вандомский был оставлен в качестве генерального наместника Пикардии и Иль-де-Франса. Мартен де Белле был в делах под Ренком и Эденом (февраль 1525), где был убит Антуан де Креки, на дочери которого позднее женился Гийом дю Белле.
В десятилетие, последовавшее за подписанием Мадридского договора, Мартен находился в тени своих старших братьев, Гийома и Жана, делавших блестящие дипломатические карьеры. Сам он в течение 12 лет служил в роте из сорока копий Шарля Тьерселена, сеньора де Ла-Рош дю Мен, и указан в документах 1526—1528 годов как прапорщик (enseigne), а в 1530—1537 как лейтенант.
В 1528 году участвовал в Неаполитанском походе маршала Лотрека и в качестве курьера осуществлял связь между армией и двором. В 1530 году сопровождал английского представителя Фрэнсиса Брайана в Байонну, и участвовал в процедуре обмена французских принцев-заложников, о которой оставил подробный рассказ.

### Третья война Франциска I и Карла V
В 1534 году Мартен дю Белле указан в списке виночерпиев короля. В 1536 году вместе с Ла-Рош дю Меном участвовал в походе адмирала Бриона в Пьемонт, где отличился при обороне Фоссано, разоблачив измену маркиза Франческо де Салуццо, завязавшего тайные переговоры с имперцами. При отступлении из Италии командовал арьергардом.
В конце июля Марсель был приведён в состояние обороны, а Мартен находился в лагере в Авиньоне, где под его началом были роты из двухсот шеволежеров и двухсот конных аркебузиров, тревожившие постоянными нападениями части императора Карла V, стоявшие под Экс-ан-Провансом.
По окончании провансальской кампании дю Белле был направлен в Пикардию, где военные действия возобновились в начале 1537 года. Первоначально он был послан в Дуллан, но после выхода имперцев к Теруану получил приказ занять там оборону. 1 февраля прибыл в город, куда позднее подошли 200 шеволежеров Прево де Сансака и грансеньоры из окружения дофина. Несколько недель французы вели перестрелки с войсками графа дю Рё, подошедшими к городу, а затем Анн де Монморанси перешёл в наступление с линии Соммы, через долины Оти и Канша, с намерением осадить Эден. Мартену дю Белле было поручено наблюдать направление Бетюн — Эр — Сент-Омер, чтобы прикрыть королевскую армию со стороны лагеря графа дю Рё.
После взятия Эдена и Лиллера дю Белле был оставлен в последнем с отрядом из тысячи пехотинцев капитана Эсташа де Лаланда. Они имели задачу перекрыть дороги на Сен-Венан и Мервиль, устраивали набеги и завязывали стычки с противником. При отступлении король приказал сжечь Лиллер, и 19 мая Пикардийская армия была распущена в Дуллане.
Мартен принимал участие в обороне Сен-Поля под командованием сеньора де Ла-Рошпо. 15 июня, после взятия города войсками графа ван Бюрена и массовой резни, был извлечён из под груды мертвых тел и взят в плен одним немецким капитаном. Его отпустили за выкуп в 3000 экю, частично выплаченный королём.
После подписания перемирия в Боми, Мартен был направлен в Пьемонт, где армия Жана д’Юмьера отступала под ударами войск маркиза дель Васто. С отрядом из 200 шеволежеров (из которых 20 с двойным жалованием) Мартен дю Белле присоединился к королевской армии под Бриансоном.
26 октября Монморанси форсировал Сузский перевал и двинулся долиной Доры-Рипарии на Риволи и Турин. Дю Белле были переданы в подчинение 4000 швейцарцев, с которыми он 11 ноября вышел на равнину Монкальери и занял Риволи, без боя оставленный противником. После заключения перемирия служил под началом своего брата Гийома, ставшего губернатором Турина, и ездил с поручениями ко двору.

### Губернаторство в Турине и Пиньероле
18 ноября 1539 был послан на смену Гийому, просившему отпуска по состоянию здоровья и по причине конфликта с пьемонтским генерал-губернатором Рене де Монжаном. На посту и. о. губернатора дю Белле столкнулся с серьёзными трудностями. Раскрытие заговора, участники которого хотели выдать город противнику, вынуждало его по несколько раз за ночь вставать и проверять посты, и только вмешательство Монморанси и Жана дю Белле заставило беспечного Монжана обратить внимание на опасность.
Мартен дю Белле оставался губернатором Турина до 1543 года, под началом Клода д’Аннебо, а затем Гийома дю Белле, управлявших Пьемонтом. Находясь при смерти, Гийом 13 ноября 1542 завещал брату земли и сеньории Ланже, Клуа, Жуселиньер, Вьельпон и прочие, расположенные в виконтствах Дюнуа, герцогстве Вандомском и графстве Блуа, третью часть сеньорий Глатиньи, Буасове и другой недвижимости в землях Анжу, Вандома и Мена.

### Четвёртая война Франциска I и Карла V
Испросив отпуск, он вернулся во Францию в конце зимы 1543 года. В кампании того года в Пикардии и Артуа командовал своими шеволежерами в составе правого крыла армии, возглавляемого Клодом д’Аннебо. Действуя в авангарде, дю Белле форсировал Малый и Большой Эльпт, и вышел к Ландреси, а затем участвовал в завоевании и оккупации Люксембурга, под командованием принца Мельфи.
По приказу принца Мельфи провёл конвой с продовольствием в осаждённый Ландреси. В 1544 году был направлен в Пьемонтскую армию графа Энгиенского, которому передал 48 000 экю на выплату жалования войскам. В битве при Черезоле командовал французским центром с приказом поддерживать правый и левый фланги, смотря по обстоятельствам. Помешал противнику опрокинуть правое крыло, приведя на помощь сеньору де Те отряды швейцарцев, уже начавших колебаться и готовых поднять мятеж из-за недоплаченного жалования.
Победа отдала во власть французов долину По и Монферрат. 21 июня дю Белле и Пьер д’Оссён вступили в капитулировавший Кариньяно. В награду за службу Мартен получил ордонансовую роту из пятидесяти тяжеловооружённых, но она не последовала за ним в Италию, а под командованием лейтенанта Катрена Райяра, сеньора де Марвиля, участвовала в обороне Шампани, где отличилась в бою у Шанжи, близ Витри.
В 1545 году принца Ивето дважды посылали в лагерь под Булонь, за которую шла упорная борьба с англичанами, а затем в составе миссии д’Аннебо к императору в Нидерланды. Посольство не имело большого значения, и дю Белле не играл в нём важной роли.
В 1546—1547 годах в качестве генерального наместника Шампани дю Белле руководил возведением крепостей на лотарингской границе.

### Правление Генриха II
После воцарения Генриха II кардинал дю Белле был направлен послом в Рим, а Мартен находился при дворе, представляя там интересы семьи и информируя брата об интригах. Он был в хороших отношениях с коннетаблем Монморанси, вернувшимся в фавор, и сопровождал сеньора де Ла-Рошпо, назначенного губернатором Пикардии и Артуа. Кроме того, в 1548—1550 годах принц Ивето сотрудничал с графом Омальским в вопросах организации обороны крепостей на севере и востоке королевства.
В 1548—1549 он принял активное участие в последней фазе борьбы за Булонь, закончившейся отвоеванием города французами.
В 1551—1559 годах принц Ивето был генеральным наместником Нормандии при губернаторах Клоде д’Аннебо и герцоге Буйонском. Весной 1552 года он участвовал в кампании Генриха II, закончившейся завоеванием Трёх епископств. После этого королевская армия двинулась южнее Люксембурга, через Монмеди и Ивуа на Седан, и Мартен дю Белле шёл в авангарде с тремя другими лагерными маршалами: Строцци, Бурдийоном и Вьейвилем.
В кампанию 1553 года дю Белле занимался снабжением осаждённых Теруана и Эдена, а затем принимал участие в сентябрьском наступлении короля и коннетабля. «Это была его последняя кампания. Его собственно военная жизнь закончилась в лагерях Артуа и Пикардии, где она и начиналась».
На посту наместника Нормандии принц Ивето занимался военными вопросами и обороной побережья от пиратских атак. В начале ноября 1553 он приказал отвоевать остров Джерси, захваченный нидерландским капером Адрианом Кралем.
В 1555 году дю Белле был пожалован в рыцари ордена короля (по просьбе кардинала дю Белле к коннетаблю Монморанси).
Он умер 9 марта 1559 в своём замке Глатиньи, не дожив месяца до подписания Като-Камбрезийского мира, и 22 мая был погребён в кафедральном соборе Мана.

## Семья. Король Ивето
Жена (контракт 26.06.1533): Изабо Шеню (ок. 1518 — после 1581 (ок. 1589?), дочь Жана Шеню, сеньора де Питюль, и Жанны Креспен.
Изабо (Элизабет) Шеню была фрейлиной принцесс Мадлен и Маргариты Французских и находилась под покровительством их тётки королевы Маргариты Наваррской. Она была богата и принесла в приданое сеньории Ивето, Сен-Клер-сюр-ле-Мон, Сен-Мари-де-Шан, Экаль-Али, Мокондюи, Ласс, Понтеро, Ле-Плесси-Ружбек и Питюль.
Сеньоры Ивето с конца XIV века титуловались королями, и Мартен дю Белле принял этот титул, воспринимая его вполне серьёзно, если судить по переписке с Монморанси и Можироном.
Луи Тренкан в рукописной «Генеалогической истории дома дю Белле» (Библиотека Святой Женевьевы,  манускрипт 537) приводит следующий анекдот, свидетельствующий о находчивости Мартена:

Он был представлен Карлу V среди прочих дворян и назвался королем Ивето. «Король Ивето?» — спросил император. — «Да, Сир, — ответил Мартен, — и я могу даже показать все свое королевство, чего ни Ваше Величество, ни мой господин не смогли бы сделать, из-за большого размера земель, которые вам принадлежат». — «И как же это?» — спросил Карл V. — «Все четыре угла этого королевства видны с высоты смотровой башни моего замка».— Цит. по Bourilly V.-L., Vindry F. Introduction // Mémoires de Martin et Guillaume Du Bellay. T. I, p. L
По утверждению Тренкана, этот диалог имел место во время поездки императора через Францию в конце 1539 или начале 1540 года, но Бурийи и Вендри в этом сомневаются, так как в указанное время дю Белле губернаторствовал в Турине. По мнению издателей мемуаров, эта история могла произойти в 1545 году, в ходе посольства в Брюссель, Брюгге и Антверпен, поскольку известно, что д’Аннебо охотно называл дю Белле «корольком» (petit Roy).
С момента возвращения во Францию в 1543 году Мартен дю Белле вёл активную борьбу с бальи земли Ко Артюсом де Коссе и Руанским парламентом, отстаивая свои суверенные права. Тем не менее, несмотря на грамоты Франциска I (май 1543, июль 1544) и Генриха II (февраль 1551, апрель 1552, январь 1554), подтверждавшие иммунитеты и привилегии Ивето, Мартен был вынужден отказаться от права верховной юрисдикции, и потерял право именоваться королём. После 1554 года ни он, ни его жена больше не пользовались этим титулом. В документе от января 1558 года они именуются только принцами.
В браке родились только дочери; по состоянию на 23 мая 1559 их было три:
- Мари дю Белле (ум. 27.05.1611), дама де Ланже и де Глатиньи, принцесса Ивето. Муж (17.12.1558): Рене II дю Белле (ум. 1606), барон де Лаланд, принц Ивето
- Катрин дю Белле, дама де Ланже и де Ла-Жусселиньер. Кальвинистка. Муж: Шарль де Бомануар, барон де Лаварден (1522—1572), воспитатель Генриха IV, убит во время резни святого Варфоломея
- Жанна дю Белле (ум. 1560)

## Мемуары
«Исторические мемуары» в 10 книгах, написанные Мартеном дю Белле по совету старшего брата Гийома, охватывают период с 1513 по 1547 год, при этом содержание 5—7 книг (1536—1540 годы) взято из «Пятой Огдоады» Гийома дю Белле. Воспоминания, работа над которыми была окончена между 1555 и 1558 годами, в значительной степени посвящены описанию сражений и осад, в которых участвовал автор, и являются важным источником по истории Итальянских войн, выдержавшим множество изданий.
Бумаги Гийома и Мартена дю Белле, а также часть имущества кардинала Жана дю Белле перешли по наследству к Рене II, опубликовавшему «Мемуары» в 1569 году.
В 1753 году аббат Ламбер выпустил в Париже издание в семи томах in-12, добавив туда мемуары маршала Флоранжа и «Дневник» Луизы Савойской.
В 1908—1919 вышло издание под эгидой Общества истории Франции, в четырёх томах (шести книгах).